# Équitation aux Jeux africains de 2019
Navigation
2007
Les compétitions d'équitation aux Jeux africains de 2019 ont lieu du 21 au 24 août 2019 à Rabat, au Maroc.  

## Médaillés
| Épreuves                     | Or | Argent                                                                            | Bronze                                                              |
| ---------------------------- | --- | --------------------------------------------------------------------------------- | ------------------------------------------------------------------- |
| Saut d'obstacles individuel  | El Ghali Boukaa (MAR)                                                                                 | Abdelkebir Ouaddar (MAR)                                                          | Vincent Zacharias Bourguignon (MAR)                                 |
| Saut d'obstacles par équipes | Maroc Ali Al Ahrach Leïna Ben Khraba El Ghali Boukaa Vincent Zacharias Bourguignon Abdelkebir Ouaddar | Égypte Sameh Eldahan Mohamed Moustafa Nayel Nassar Abdelkader Said Mohamed Zeyada | Algérie Ali Boughrab Ali Mesrati Mohamed Anis Smati Sofian Misraoui |

## Tableau des médailles
| Rang  | Nation  | Or | Argent | Bronze | Total |
| ----- | ------- | -- | ------ | ------ | ----- |
| 1     | Maroc   | 2  | 1      | 1      | 4     |
| 2     | Égypte  | 0  | 1      | 0      | 1     |
| 3     | Algérie | 0  | 0      | 1      | 1     |
| Total | Total   | 2  | 2      | 2      | 6     |